# Шевников, Иван Владимирович
Иван Владимирович Шевников (30 марта 1895 — 12 мая 1967) — советский военачальник, участник Гражданской войны, Великой Отечественной войны. Генерал-майор танковых войск (1944).

## Биография

### Начальная биография
Родился 30 марта 1895 года в Симферополе Таврической губернии (ныне столица Республики Крым) в семье рабочего. Украинец или русский.
Окончил пригородное училище (1911). Работал слесарем. Член ВКП(б) с 1930 года.
Образование: Окончил учебную команду 33-го пехотного полка в городе Симферополь (1915), пулемётную учебную команду 1-го пулемётного полка в городе Ораниенбаум (1917), повторные курсы комсостава в городе Орел (1923), Стрелково-тактические курсы усовершенствования командного состава «Выстрел» (1928), Ленинградские БТ КУКС РККА (1937), КУВНАС при ВАММ (1939), КУВНАС при ВА РККА им. Фрунзе (1941).

### Служба в Русской императорской армии
15 мая 1915 года. был призван на военную службу и зачислен в 33-й пехотный запасной полк (г. Симферополь). В августе окончил учебную команду этого полка и с маршевой ротой был направлен на фронт. В составе 125-го Мариупольского пехотного полка воевал на Юго-Западном фронте. С октября 1916 года по июнь 1917 года проходил службу в 1-м пулеметном полку в городе Ораниенбаум. В 1917 года там же окончил пулеметную учебную команду, затем произведен в младшие унтер-офицеры и служил отделенным командиром. В июле направлен на Румынский фронт, где воевал взводным командиром в 43-й отдельной пулемётной роте 84-й пехотной дивизии. Дослужился до старшего унтер-офицера. В феврале 1918 года был демобилизован и вернулся на родину.

### Служба в РККА
С 15 августа 1918 года начальник пулемётной команды в отряде А. В. Мокроусова. С 18 октября 1918  года - помкомроты 365-го стрелкового полка 14-й армии. С 3 октября 1919 года - помощник начальника бронеплощадки бронепоезда № 8 «имени Розы Люксембург». Участвовал в боях против войск генерала А. И. Деникина на юге Украины и в Крыму, а также против вооруженных формирований Н. И. Махно и атамана Н. А. Григорьева. Весной 1921 г. направлялся на подавление восстания А. С. Антонова в Тамбовской губернии.
С 10 апреля 1922 года по январь 1923 года - курсант Орловских повторных курсов младшего комсостава.
С 30 января 1923 года - командир взвода отд. учебной бригады. С 25 сентября 1923 года - командир взвода Сыр-Дарьинского военкомата. Участвовал в боях с басмачами в районах Шмир-Абад, Керки.
С 10 ноября 1923 года - помощник командира, с 26 марта 1924 года - командир пулеметной роты 252-го стрелкового полка 84-й стрелковой дивизии (Московский ВО). С 1 марта 1927  года ид. помощника командира батальона 252-го стрелкового полка.
С 29 октября 1927 года - слушатель Стрелково-тактических курсах усовершенствования комсостава РККА имени III Коминтерна («Выстрел»).
С 1 декабря 1930 года - и.д. начальника полковой школы 252-го стрелкового полка. С 25 марта 1933 г. - командир 32-го отд. местного стрелкового батальона. С 26 января 1935 г. - ид помощника командира по стр/части 6-го отд. территориального стрелкового батальона. Приказом НКО № 882 от 16.03.1935 г. утвержден в занимаемой должности.
2.11.1936 года назначен командиром 204-го отд. разведывательного батальона 7-й мотоброневой бригады. 16.11.1938 года назначен помощником командира по стр/части 7-й мотоброневой бригады. С 11 января 1939 года врид командира 7-й мотоброневой бригады.
Участвовал в боях на р. Халхин-Гол. За проявленные личное мужество и героизм был награжден орденами Красного Знамени и Красного Знамени МНР.
C 7.10.1939 года — командир 9-й мотобронебригады (1-я армейская группа),.
С 23 ноября 1940 года по март 1941 года - слушатель Курсов по усовершенствованию высшего начальствующего состава при Военной академии РККА им. М. В. Фрунзе.
1.04.1941 года назначен заместителем командира 82-й моторизованной дивизии (Забайкальский ВО).

### В Великую Отечественную войну
Начало Великой Отечественной войны встретил заместителем командира 82-й моторизованной дивизии. В историческом формуляре 111-й танковой дивизии указано, что дивизию формировал командир 123-го танкового полка 82-й моторизованной дивизии полковник Шевников.
С 1.08.1941 года назначен командиром 111-й танковой дивизии. В составе 36-й армии (с сентября 1941 года - Забайкальского фронта) дивизия под его командованием выполняла задачи по прикрытию государственной границы СССР в Забайкалье. С 9 апреля 1942 г. - и.д. Заместителя командующего 36-й армии по танковым войскам. С января 1943 г. - ид. Командующего БТ и МВ 36-й армии. Приказом НКО № 03354 от 24.06.1943 г. утвержден в занимаемой должности. С декабря 1944 г. - Заместитель командующего войсками Тульского танкового военного лагеря.
С января 1946 года - ид командира 35-й гв. механизированной дивизии 2-го гв. стрелкового корпуса (Одесский ВО). Приказом МВС СССР № 0285 от 06.05.1946 года утвержден в занимаемой должности.
Приказом МВС СССР № 0844 от 01.11.1946 года уволен в отставку по ст. 43б (по болезни).
Проживал в городе Николаев.
Умер 12 мая 1967 года в Николаеве. Похоронен в Николаеве.

## Награды
- Орден Ленина (21.02.1945)[5],
- три Ордена Красного Знамени (17.11.1939)[6], (1940), (03.11.1944)[7],
- Орден Красной Звезды (22.02.1938)[8].
- Медаль «За победу над Германией в Великой Отечественной войне 1941—1945 гг.» (09.05.1945)[9],
- Медаль «XX лет РККА» (1938).
- иностранные награды[10].
- Орден Красного Знамени (Монголия)[7].
- Знак «Участнику боёв у Халхин-Гола»

## Память
- На могиле установлен надгробный памятник.
- Имя воина увековечено в Главном Храме Вооружённых сил России, и навсегда запечатлено на мемориале «Дорога памяти»[11]